# 中村宏
中村 宏（なかむら ひろし、1932年9月20日 - ）は、日本の画家。日本大学芸術学部美術学科で学ぶ。東京造形大学客員教授。児童文学の挿絵を担当する際は「中村ヒロシ」の表記も使用する。静岡県浜松市出身。

## 概要
1932年、静岡県浜松市下池川町に生まれる。第3子、次男。生家は、祖父萬吉が創設し、祖母みつが校長を務める浜松高等家政女学校（現・浜松学芸中学校・高等学校）にあった。1939年、静岡県立師範学校付属小学校入学。1945年、静岡県立浜松第二工業学校入学。1948年、静岡県立浜松第二高等学校編入学。1951年、日本大学芸術学部美術学科入学。指導教授は野口弥太郎、吉岡憲。主任は山脇巌。在学中に映画学科で牛原虚彦からエイゼンシュテインのモンタージュ論を学ぶ。1953年、青年美術家連合に参加。1955年、日本大学芸術学部美術研究室へ入所。前衛美術会へ入会。1958年、日本大学芸術学部美術研究室を退所。1950年代、政治的・社会的な事件や事象を取材して描かれた作品群は「ルポルタージュ絵画」として注目を集めた。それ以降も、時々の社会状況と深く関わりながら描かれてきた作品は広く支持されており、戦後日本美術史において高く評価されている。1969年、美学校（現代思潮社）創設に参加、中村宏油彩工房を担当。1975年、桑沢デザイン研究所に勤務。1982年、東京造形大学に非常勤講師として勤務。2004年、東京造形大学客員教授に就任。
性的な雰囲気や心的世界などを奇抜な画面構成と特異な表現で描く。非常に独特のその絵柄には、現代ポップアートにもつながる世界がある。雑誌の装丁なども多く手がける。
空に浮かぶ蒸気機関車や、セーラー服姿の一つ目少女、そして高速で流れる車窓の風景などが彼の作品の一貫した愛玩キャラクターといえる。戦後一貫して具象にこだわり、独自の絵画を追求した作品であることが特徴。観る者にとって強烈な印象を残す。この一連の作品『円環列車・Ａ－望遠鏡列車』及び『円環列車B－飛行する蒸気機関車』は発表から半世紀を経てアーバンギャルドのアルバム『メトロスペクティブ』の装画として使用された。
さまざまな事件や事象を記録し伝えるところからスタートした彼の作品は、現在に至るまで、常に実際の鑑賞者を念頭において構想され、描かれてきており、絵画の中に、鑑賞者に対してコミュニケーションを積極的に促すような“記号”や“図”、“絵言葉”などの、線描をベースにした独自の「図画」的な要素を盛り込んだ幅の広い仕事が展開され、観る者の視点を捕らえるための独自の探求が続けられているため、中村の作品は、何よりもまず、ひとりの鑑賞者が事件に遭遇するかのように出会う画面として現れており、常に個々の鑑賞者をまきこみ続ける作品である。

## 出展
- 1953年2月　第5回日本アンデパンダン展（東京都美術館、主催＝読売新聞社）《犯罪者》[3]
- 1953年3月　第1回個展(長崎北荘画廊）[1]
- 1953年4月　第27回国画会展（東京都美術館）《樹》[4]
- 1953年6月　第1回ニッポン展［第7回前衛美術展］（東京都美術館）《凝視》[5]
- 1953年10月　第17回自由美術展（東京都美術館）《オッペシ》[6]
- 1954年2月　第6回日本アンデパンダン展（東京都美術館、主催＝読売新聞社）《群》[7]
- 1954年2月　第7回日本アンデパンダン展（東京都美術館、主催＝日本美術会）《眠る》[8]
- 1954年6月　第2回ニッポン展（東京都美術館）《線路工夫》《線路工夫》《線路工夫》（同名作品３点出品）[9]
- 1954年10月　第18回自由美術展（東京都美術館）《水が出る》[10]
- 1955年6月　第３回ニッポン展 [11]《石炭置場》[12]《白い路（A）》（《市会議員と秘書》から改題か[1]）
- 1957年　４６人展（渋谷・東横）[13]《基地》
- 1959年2月　集団“30”展（渋谷・東横百貨店） [14]《会議劇》[15]《蜂起せよ少女》[1]
- 1960年2月　超現実絵画の展開展（京橋・国立近代美術館） 《階段にて》
- 1960年6月　前衛美術展（東京都美術館） [16]、《侍の飛行》（《飛行する侍》から改題）[1]。
- 1961年6月　第15回前衛美術展[17]《赤い風景》　[18]《街路》（《他の場所(5)墓地》から改題）[1]。
- 1962年　第１６回前衛美術展[19]《血井（２）》
- 1963年6月　第17回前衛美術展（東京都美術館）　[20]《飛行機不時着す》[1]
- 1964年2月　個展―観念絵画―（新橋・内科画廊、企画＝中原佑介）[21]《赤いジョーク》（７点）
- 1964年5月　第6回現代日本美術展（東京都美術館）[22]《聖火千里行》（1964年）
- 1964年11月　第6回個展―真昼の国家―（早稲田大学、早稲田祭）[23]《観光帝国》
- 1965年　円形タブロォ展（上野・不忍画廊）[24]［日之丸の内側］
- 1969年5月　第９回現代日本美術展[25]《円環列車・B-飛行する蒸気機関車》
- 1971年5月　第１０回現代日本美術展[26]《造山運動あるいは「モナリザ」の背景》
- 1971年7月　第2回齣展（東京都美術館）[27]《HUDSON-C62》[1]
- 1971年11月　第10回個展（紀伊國屋画廊）[28]《似而非機械》[1]
- 1974年5月　日本-伝統と現代（デュッセルドルフ近代美術館）《円環列車・B-飛行する蒸気機関車》《観光帝国》《造山活動あるいはモナ・リザの背景》《似而非機械》《遠足》《HUDSON-C62》
- 1974年7月　第5回齣展（東京都美術館）[29]《B727》[1]
- 1974年11月　第12回個展―フランケンシュタイン氏的呪物ノタメノ部品（中野紅画廊）[30]《模型界》[1]
- 1980年　オックスフォード近代美術館他　海外でのテーマ展に出品多数。
- 1990年　個展（アートギャラリー環、1991.1.7～23 あるいは6.10～29） あるいは 第22回齣展（東京都美術館、1991.531～6.10）[31]《黄色法則》（1990年）

## 個展
|                                                           | 会期                   | 会場                                      |
| 第1回個展                                                 | 1953.3                 | 長崎北荘画廊                              |
| 第2回個展                                                 | 1956.7.21-31           | 神田・タケミヤ画廊                        |
| 第3回個展―場所と風景                                      | 1962.1.8-14            | 銀座・サトウ画廊                          |
| 第4回個展                                                 | 1962.1.16-20           | 銀座・村松画廊                            |
| 第5回個展―観念絵画                                        | 1964.2.17-22           | 新橋・内科画廊                            |
| 第6回個展―真昼の国家                                      | 1964.11.19-23          | 早稲田大学、早稲田祭                      |
| 第7回個展                                                 | 1966.6.6-19            | 京都・アヅマギャラリー                    |
| 第8回個展                                                 | 1967.1.30-2.13         | 銀座・青木画廊                            |
| 第9回個展                                                 | 1969.3.14-23           | 新宿・紀伊國屋画廊                        |
| 第10回個展                                                | 1971.11.30-12.9        | 新宿・紀伊國屋画廊                        |
| 第11回個展                                                | 1972.11.30-12.9        | 銀座・青木画廊                            |
| 第12回個展―フランケンシュタイン氏的呪物ノタメノ部品       | 1974.11.9-23           | 中野・中野紅画廊                          |
| 第13回個展                                                | 1975.10.6-18           | 日本橋・ギャラリーヤエス                  |
| 第14回個展―素描展―車窓編                                  | 1977.5.7-19            | 中野・中野紅画廊                          |
| 第15回個展―車窓編                                         | 1980.11.28-12.7        | 広島・遊子館ギャラリー                    |
| 第16回個展―車窓編                                         | 1981.3.16-21           | 銀座・サトウ画廊                          |
| 第17回個展                                                | 1981.4.13-25           | 名古屋・GALLERY79                         |
| 第18回個展                                                | 1981.4.22-5.2          | 豊橋・隆英堂画廊                          |
| 第19回個展―〈車窓編〉TYPE9～TYPE12                        | 1982.11.22-12.4        | 彩鳳堂画廊                                |
| 第20回個展―中村宏の世界展                                 | 1984.7.26-8.12         | 千葉・ギャラリーちいら                    |
| 第21回個展―TOYOBJECT                                      | 1986.1.27-2.8          | 御茶ノ水・淡路町画廊                      |
| 第22回個展―ドローイング展                                 | 1986.9.18-10.7         | 池袋・ギャラリー呆緒bo                    |
| 第23回個展―開廊10周年特別企画中村宏1950-1960年代          | 1986.10.20-11.15       | 神田・アートギャラリー環                  |
| 第24回個展                                                | 1987.10.9-21           | 浜松・ギャラリーアート・デューン          |
| 第25回個展―素描展―タブロオ・マシーン                      | 1988.2.1-13            | アートギャラリー環                        |
| 第26回個展―タブロオ機械                                   | 1989.3.20-4.1          | アートギャラリー環                        |
| 第27回個展―開廊13年目の9月へミッシング・リンク・メモリー  | 1989.9.4-16、9.25-10.7 | アートギャラリー環                        |
| 第28回個展―境界線シリーズ                                 | 1990.1.8-27            | アートギャラリー環                        |
| 第29回個展                                                | 1990.5.10-30           | 浜松・ギャラリーアート・デューン          |
| 第30回個展―黄色法則                                       | 1991.1.7-23            | アートギャラリー環                        |
| 第31回個展―開廊記念企画 中村宏―黄色法則                   | 1991.6.10-29           | アートギャラリー環                        |
| 第32回個展―限界標示                                       | 1993.1.5-22            | アートギャラリー環                        |
| 第33回個展―タブローによる中村宏展                         | 1993.7.10-8.3          | 浜松・ギャラリーアート・デューン          |
| 第34回個展―タブロオ機械                                   | 1995.8.1-29            | 京橋・INAXギャラリー                      |
| 第35回個展                                                | 1996.7.11-30           | 浜松・ギャラリーアート・デューン          |
| 第36回個展                                                | 1997.2.8-28            | 銀座・空想ガレリア                        |
| 第37回個展―境界としての《タブロオ機械》の場所             | 1997.4.1-28            | 名古屋・中京大学アートギャラリーCスクエア |
| 第38回個展―1970-80年代                                    | 1998.2.16-3.7          | 村松画廊                                  |
| 第39回個展―図表の震度                                     | 1999.5.17-29           | 村松画廊                                  |
| 第40回個展                                                | 1999.10.28-11.16       | 浜松・ギャラリーアート・デューン          |
| 第41回個展                                                | 2000.7.8-28            | 浜松・ギャラリーアート・デューン          |
| 第42回個展―『図画蜂起』出版記念展                         | 2000.10.2-8            | 銀座・スパンアートギャラリー              |
| 第43回個展―図表の震度・II                                 | 2001.4.2-21            | 村松画廊                                  |
| 第44回個展                                                | 2002.9.30-10.22        | 浜松・ギャラリーアート・デューン          |
| 第45回個展―図画蜂起                                       | 2002.10.1-11           | 池袋・ガレリア・プント                    |
| 第46回個展                                                | 2004.5.31-6.5、6.14-19 | 村松画廊                                  |
| 第47回個展                                                | 2005.9.8-9.3           | 浜松・ギャラリーアート・デューン          |
| 第48回個展―中村宏・図画事件1953-2007                      | 2007.1.20-4.1          | 東京都現代美術館                          |
| 第49回個展―中村宏展1955-2005                              | 2009.4.20-5.16         | ギャラリー川船                            |
| 第50回個展                                                | 2009.8.24-9.12         | ギャラリー川船                            |
| 第51回個展―タブロオ・マシン［図画機械］中村宏の絵画と模型 | 2010.7.25-9.5          | 練馬区立美術館                            |
| 第52回個展                                                | 2010.8.23-9.4          | ギャラリー川船                            |
| 第53回個展―一点消失・中村宏                               | 2011.10.3-22           | 銀座・ギャラリー58                        |
| 第54回個展―消失点・中村宏                                 | 2013.10.7-19           | 銀座・ギャラリー58                        |
| 第55回個展―「絵画者・中村宏」展                           | 2015.2.14-3.29         | 浜松市美術館                              |

## 著書
- 『中村宏○画集 望遠鏡からの告示』（現代思潮社） 1968
- 『機械学宣言 地を這う飛行機と飛行する蒸気機関車』（稲垣足穂共著、仮面社） 1970
- 『機甲本イカルス』（稲垣足穂著、中村宏画、呪物研究所） 1973
- 『呪物記』（大和書房） 1973
- 『学園魔女戦争』（宮崎惇著、中村宏画、鶴書房、SFベストセラーズ） 1978[32][33]

1980年には、ソノラマ文庫（朝日ソノラマ）でも刊行された
- 『中村宏作品集★車窓篇』（深夜叢書社、エクリチュール叢書4） 1980
- 『中村宏画集 1953-1994 タブロオ機械』（美術出版社） 1995
- 『図画蜂起 1955-2000』（美術出版社） 2000
- 『絵画者 1957-2002』（美術出版社） 2003
- 『中村宏|図画事件 1953-2007』（東京新聞） 2007

東京都現代美術館、名古屋市美術館で開催した展覧会に際して刊行された展覧会カタログ

### 児童文学
- 『ライオンがならんだ』（佐野美津男、理論社、童話プレゼント） 1966
- 『にいちゃん根性』（佐野美津男、太平出版社） 1968
- 『ピカピカのぎろちょん』（佐野美津男、あかね書房） 1968
- 『犬の学校』（佐野美津男、国土社、創作子どもSF全集） 1969
- 『消えた二ページ』（寺村輝夫、理論社） 1970 - 再刊時に『消えた2ページ』と改題
- 『東京・ぼくの宝島』（佐野美津男、国土社） 1970
- 『だけどぼくは海を見た』（佐野美津男、国土社、創作子どもSF全集） 1970